# Двамата веронци
„Двамата веронци“ (на английски: The Two Gentlemen of Verona) е комедия от Уилям Шекспир. Тя е една от най-ранните му пиеси, за която се смята, че е написана между 1589 и 1593 година.
В произведението се разказва за двамата приятели Валентин и Протей и тяхната любов към девойките Джулия и Силвия. Историята се развива на няколко места – в северноиталианския град Верона, в Милано и близо до Мантуа. Представени са основни теми като приятелството, лоялността, любовта, измяната, както и наивните действия на младите влюбени хора. За пръв път в тази негова комедия се откроява мотивът за травестията, който той по-късно доразвива в следващите си творби – а именно жена, която се преоблича в мъжки дрехи. Важно е и мястото на „Двамата веронци“ като пръв по-пълен израз на идеите на петраркизма в творчеството на Шекспир.
Основен източник на съвременните текстове на пиесите на Шекспир и единственият авторитетен вариант на текста можем да бъде открит в първото му публикувано издание от 1623 г. – Първо фолио. Произведението за пръв път е споменато в книгата на Francis Meres' Palladis Tamia (Франсис Мерес) от 1598 г.
„Двамата веронци“ се смята за една от най-слабите комедии на Уилям Шекспир и е с най-малък състав от актьори в сравнение с всички други негови пиеси. Първото представление на пиесата датира от 1762 г.

## Място на действие
Верона, Милано и гора край границите на Мантуа.

### Действащи лица
- Дукът на Милано – баща на Силвия
- Валентин, Протей – млади веронски благородници
- Антонио – баща на Протей
- Турио – глупав съперник на Валентин
- Егламур – помощник на Силвия в бягството ѝ
- Разбойници – от дружината на Валентин
- Скок – слуга на Валентин; в оригиналното произведение името на слугата на Валентин се нарича Speed
- Ланс – слуга на Протей
- Хазаин – на страноприемницата, в която отсяда Джулия
- Джулия – любима на Протей
- Силвия – любима на Валентин
- Лучета – прислужница на Джулия
- Сръдльо – в оригинала кучето на Ланс се нарича „Crab“, свързва се с понятието „кисел, намусен“
- Слуги, свирачи

## Анализ, критика и статии
Един от най-видните български представители, които обръщат голямо внимание на Английската ренесансова драма, това е професор Марко Минков. Той е български филолог англицист и шекспировед. Има многобройни публикации в тази област, а под негово ръководство е осъществено представителното издание на Шекспировите драми у нас, в превод на Валери Петров.
В своята книга „Шекспир – живот и творчество“, проф. Минков определя „Двамата веронци“ като пръв по-пълен израз на идеите на петраркизма в творчеството на Шекспир. Образува преход същевременно и към неговата лирика, която е изцяло под влиянието на петраркизма. В „Двамата веронци“ цялата фабула е построена върху изкуствените предпоставки на култа към идеалната любов, a развръзката се върти около онази любима теория на петраркистите, заимствана от Платон. Според нея приятелството стои по-високо отколкото любовта – идея, която е твърде типична за Ренесанса. В своето великодушие героят е готов да отстъпи любимата си – впрочем без да пита за нейното желание – на разкаяния приятел, чието коварство за малко да го погуби.
Заедно с тази петраркистична идея се чувства и петраркистичният стил в богатите украшения, в остроумните concetti (кончети) – игри с думи или сложни, изкуствени сравнения – и в шаблонните изрази: пламъците на любовта, раните, нанесени от светещите очи на любимата и пр. Това е традиционният език на петраркизма, езикът, който оставя твърде много следи върху стила на Шекспировите сонети.
В своя предговор към първи том на поредицата „Уилям Шекспир. Събрания съчинения“, проф. Марков пише, че произведението „Двамата веронци“ не прилича на класическите комедии. Определя го по-скоро като романс, примесен с клоунади – любимият жанр на публичните театри.
Проф. Минков подчертава ролята и на комичните слуги, които разнообразяват атмосферата на комедията. Специално място в комедията заема добродушният, глуповат, но същевременно и малко лукав слуга – Ланс, както и неговият четириног другар – Скок. Слугата е най-сполучлив когато е сам на сцената, а в сравнение с него останалите фигури на комедията са по-бледи и схематични, с изключение донякъде на Джулия. 
Критиката няма как да пропусне и многото грешки и несъобразности, които се откриват в Шекспировите драми. В последното действие на „Двамата веронци“ например, оперните разбойници избират главатаря си, защото знае чужди езици. Забелязва се груба, недоразработена скица и с театралния отказ на Валентин от своята любов в името на приятелството. И ако сега се приема, че дукът е дук, а не император, или че действието започва във Верона и се премества в Милано, това дължим на по-късните редактори.

## Теми

### Любовта и приятелството
Норман Сандърс нарича пиесата „почти пълна антология на практиките на доктрината за романтичната любов, която вдъхновява поетичните и прозаичните романси от периода“.
В центъра на пиесата е съревнованието между любовта и приятелството. Появява се въпросът дали връзката между двама приятели е по-силна и по-важна от връзката между влюбените. В бележките към програмата за продукцията на Джон Бартън от RSC от 1981 г. в Кралския театър Шекспир Ан Бартън, съпругата му, пише, че централната тема на пиесата е „как да вкараме любовта и приятелството в конструктивна и взаимно подобряваща се връзка“. Уилям К. Карол също посочва, че това е една често срещана тема в литературата, чиято цел основно е да изтъкне приятелството като по-важна връзка. Той също така твърди, че любовта и приятелството не могат да съществуват съвместно.

### Глупостта на влюбените
Друга основна тема е глупостта на влюбените – това, което Роджър Уорън нарича „подигравка с абсурда на конвенционалното поведение на влюбените“. Например Валентин – в началото на пиесата се подиграва с ексцесиите на любовта, но по-късно и той става неин пленник, както Протей.
По-голямата част от цинизма и подигравките по отношение на конвенционалните влюбени обаче идват от Ланс и Скок, които служат като опозиции за двамата протагонисти и „предоставят светски поглед към идеалистичните полети на фантазията, отдадени на Протей и Валентин“. Няколко пъти в пиесата, след като Валентин или Протей произнасят красноречива реч за любовта, Шекспир представя или Ланс, или Скок (или и двамата), чиито по-светски грижи служат за подбиване на току-що казаното, като по този начин излагат Протей и Валентин и предизвикват подигравки.

## Екранизации и постановки
- Пиесата е поставена на българска сцена от Младежки театър ‘’Николай Бинев”. Режисьор е Борислав Чакринов, а в ролите са Николай Урумов, Малин Кръстев, Деян Ангелов, Дарин Ангелов и Искра Донова и други.
- Филмът е екранизиран през 1983 с режисьор Дон Тейлър и в главните роли Франк Бари. Филмът е с продължителност от 2 часа и 17 мин.
- През 2018 има и съвременна версия на САЩ като филма е със заглавие 2 Gentlemen Of Verona. Режисьор е Катрин Стюарт. Филмът е 1 час и 39 мин.
- Различни постановки на „Двамата веронци“ предизвиквали бурен смях сред публиката, според стратегиите на техните режисьори. В постановката от 2004 г. в Театър Джаксънвил в САЩ, режисирана от Джордж Джуди, рецензентът Таня Перес-Бренан заключава, че „шоуто определено е изпълнено с тонове смях със солиден актьорски състав, куче и всичко“.
- По отношение на продукцията за 2010 г. на „Двамата веронци“, режисирана от Дийн Гарбури за Фестивалът в Стратфорд Шекспир в Канада, както документира рецензентът Лора Естил, постановката не е поставена в Ренесансова Италия, а като съвременен водевил, в който Джулия и Силвия са актриси по професия. Както Естил описва една от сцените в това водевилно шоу, „мелодраматичните наклонности на Силвия я накараха да изплаче впечатляващо дълъг вой, преди да изчезне от сцената ... предизвиквайки огромен смях от публиката“. Както Естил заключава за тази постановка, „Гарбури е изпипал всеки детайл, за да увеличи хумора в тази пиеса“, така че вдъхновената от водевил посока и акцентите на мелодрамата предизвикаха смях от публиката.
- Рецензентът на продукцията на открито на „Двамата веронци“ от 1998 г. на фестивала „Кингсмен Шекспир“ в Таусънд Оукс, Калифорния, режисиран от Майкъл Дж. Арнд, документира „бурната реакция на тълпата“ на комичните моменти, подчертавайки факта, че „рядко чувам толкова много смях на конвенционална продукция на „Двамата веронци“.